# 596
596 (DXCVI na numeração romana) foi um ano bissexto do século VI, do Calendário Juliano, da Era de Cristo, teve início a um domingo e terminou a uma segunda-feira, com as letras dominicais A e G.
| ano completo                       |
| ---------------------------------- |
| Ano bissexto com início ao domingo |